# Danmarksgade (Aalborg)
57°2′42.33″N 9°55′18.37″Ø / 57.0450917°N 9.9217694°Ø
 For alternative betydninger, se Danmarksgade. (Se også artikler, som begynder med Danmarksgade)
Danmarksgade er en gade i Aalborg. Den er omkring 700 meter lang og løber parallelt med Limfjorden og blev navngivet 30. april 1877.

## Danmarksgades tidlige historie
I årene 1874 til 1879 blev der opført en række arbejderboliger i Danmarksgade grundet gadens centrale placering. Arbejderboligerne blev opført af direktør Isidor Henius, men boligerne blev revet ned allerede i 1886 da der skulle skabes plads til flere herskabelig lejligheder.
I starten af det 20. århundrede lå der en maskinfabrik med navnet P.Ph. Stuhrs Maskinfabrik i Danmarksgade 14-16. I oktober 1907 flyttede tjenestepigernes forening ind i Danmarksgade 53 og foreningen startede et vaskeri i kælderen.